# Johann Weinhandl
Johann Weinhandl (* 3. Mai 1830 in Höfla, damals in der Gemeinde Siebing, heute in der Gemeinde St. Veit in der Südsteiermark; † 21. Januar 1886 in Mureck) war Müllermeister und Abgeordneter zum Österreichischen Abgeordnetenhaus.

## Leben
Johann Weinhandl war Sohn des Müllers Michael Weinhandl († vor 1848). Er wurde ebenfalls Müller (Schaufelmüller) in St. Peter am Ottersbach, ging 1881 in Konkurs, wurde aber anschließend vom Vorwurf der schuldbaren Krida freigesprochen. Zuletzt war er Privatier in Mureck.
Von 1870 bis 1877 war er Mitglied im steiermärkischen Landtag (III. und IV. Wahlperiode).
Er war römisch-katholisch und ab 1848 verheiratet mit Zäzilia Fischerauer, mit der er fünf Töchter und mindestens vier Söhne hatte, wobei zwei Töchter und zwei Söhne jung verstarben.

## Politische Funktionen
Johann Weinhandl war mit einer etwas mehr als zweijährigen Unterbrechung vom 15. September 1870 bis zum 10. August 1871 und vom 4. November 1873 bis zum 22. Mai 1879 Abgeordneter des Abgeordnetenhauses im Reichsrat (III. und V. Legislaturperiode).
In der III. Legislaturperiode war er im Kronland Steiermark für die Wählerklasse Landgemeinden in der Steiermark (Graz, Frohnleiten, Weiz, Gleisdorf, Birkfeld, Hartberg, Vorau, Friedberg, Pöllau, Feldbach, Fehring, Fürstenfeld, Kirchbach, Radkersburg, Mureck, Leibnitz, Wildon, Eibiswald, Arnfels, Stainz, Voitsberg, Deutschlandsberg) zuständig.
In der V. Legislaturperiode vertrat er das Kronland Steiermark für die Wählerklasse Landgemeinden 5 (Feldbach, Fehring, Fürstenfeld, Kirchbach, Radkersburg, Mureck).

## Klubmitgliedschaften
Johann Weinhandl war ab 1873 Mitglied im katholisch-konservativen Klub des rechten Zentrums.